# Tale e quale show (nona edizione)
La nona edizione del talent show Tale e quale show è andata in onda dal 13 settembre al 18 ottobre 2019, sempre con la conduzione di Carlo Conti ogni venerdì in prima serata su Rai 1 per sei puntate, seguite da altre tre dell'ottava edizione del torneo, nella quale si sono sfidati i tre migliori concorrenti uomini e le tre migliori concorrenti donne di quest'edizione insieme ai tre migliori uomini e alle tre migliori donne dell'edizione precedente. Dopo queste puntate, poi, venerdì 22 novembre è andata in onda la prima edizione di Tali e quali, costituita dalle esibizioni dei protagonisti dei migliori 12 video di imitazioni canore inviati dai telespettatori alla redazione del programma.
In questa edizione la giuria rimane invariata e, come da tradizione, è spesso affiancata da un quarto giudice a rotazione, il quale stila anch'esso una classifica a fine puntata, così come gli altri membri.
L'edizione è stata vinta da Agostino Penna, si classifica al secondo posto Francesco Monte, segue al terzo posto Lidia Schillaci.

## Cast

### Concorrenti

#### Uomini
- Agostino Penna
- Davide De Marinis
- David Pratelli
- Francesco Monte
- Gigi e Ross[2]
- Francesco Pannofino

#### Donne
- Jessica Morlacchi
- Lidia Schillaci
- Tiziana Rivale
- Sara Facciolini
- Flora Canto
- Eva Grimaldi

### Giudici
La giuria è composta da:
- Loretta Goggi
- Giorgio Panariello
- Vincenzo Salemme

#### Quarto giudice
Anche in questa edizione la giuria in alcune puntate viene spesso affiancata dalla presenza di un quarto giudice a rotazione, che partecipa al voto delle esibizioni e stila una propria classifica. Nella tabella sottostante sono riportati i personaggi che hanno ricoperto di volta in volta il suddetto ruolo.
| Puntata | Messa in onda     | Quarto giudice   |
| 1       | 13 settembre 2019 | -                |
| 2       | 20 settembre 2019 | Enrico Brignano  |
| 3       | 27 settembre 2019 | Max Giusti       |
| 4       | 4 ottobre 2019    | Serena Rossi     |
| 5       | 11 ottobre 2019   | Gabriele Cirilli |
| 6       | 18 ottobre 2019   | -                |

### Coach
Coach dei concorrenti sono:
- Daniela Loi: vocal coach
- Matteo Becucci: vocal coach
- Maria Grazia Fontana: vocal coach
- Fabrizio Mainini: coreografo
- Emanuela Aureli: imitatrice
- Pinuccio Pirazzoli: direttore d'orchestra

## Puntate

### Prima puntata
La prima puntata è andata in onda il 13 settembre 2019 ed è stata vinta da Lidia Schillaci che ha interpretato Lady Gaga in Shallow.
| Ordine | Canzone e cantante imitato                              | Concorrente         | Punteggio | Panariello | Goggi | Salemme | Concorrenti |
| ------ | ------------------------------------------------------- | ------------------- | --------- | ---------- | ----- | ------- | ----------- |
| 4      | Shallow - Lady Gaga                                     | Lidia Schillaci     | 58        | 16         | 16    | 16      | 10          |
| 11     | Gente come noi - Ivana Spagna                           | Jessica Morlacchi   | 56        | 13         | 13    | 15      | 5           |
| 9      | Rocket Man - Elton John                                 | Agostino Penna      | 46        | 12         | 15    | 14      | 5           |
| 6      | Soldi - Mahmood                                         | Francesco Monte     | 43        | 14         | 12    | 12      | 5           |
| 5      | L'estate sta finendo - Righeira                         | Gigi e Ross         | 42        | 15         | 14    | 13      | -           |
| 7      | Bette Davis Eyes - Kim Carnes                           | Tiziana Rivale      | 40        | 10         | 11    | 9       | 10          |
| 10     | Banane e lampone - Gianni Morandi                       | Davide De Marinis   | 39        | 9          | 9     | 11      | 10          |
| 12     | La pelle nera - Nino Ferrer                             | David Pratelli      | 31        | 11         | 10    | 10      | -           |
| 1      | Mila e Shiro e Occhi di gatto - Cristina D'Avena        | Flora Canto         | 29        | 8          | 8     | 8       | 5           |
| 8      | Tomorrow - Amanda Lear                                  | Eva Grimaldi        | 22        | 5          | 5     | 7       | 5           |
| 3      | Playa - Baby K                                          | Sara Facciolini     | 22        | 6          | 6     | 5       | 5           |
| 2      | You're the First, the Last, My Everything - Barry White | Francesco Pannofino | 20        | 7          | 7     | 6       | -           |

- Ospiti: Baby K

### Seconda puntata
La seconda puntata è andata in onda il 20 settembre 2019 ed è stata vinta da Agostino Penna che ha interpretato Gaetano Curreri degli Stadio in Chiedi chi erano i Beatles.
| Ordine | Canzone e cantante imitato                             | Concorrente         | Punteggio | Panariello | Goggi | Salemme | Brignano | Concorrenti |
| ------ | ------------------------------------------------------ | ------------------- | --------- | ---------- | ----- | ------- | -------- | ----------- |
| 11     | Chiedi chi erano i Beatles - Stadio                    | Agostino Penna      | 74        | 16         | 16    | 16      | 16       | 10          |
| 1      | Non mi avete fatto niente - Ermal Meta e Fabrizio Moro | Gigi e Ross         | 64        | 15         | 14    | 14      | 11       | 10          |
| 6      | Come saprei - Giorgia                                  | Lidia Schillaci     | 58        | 13         | 15    | 15      | 15       | -           |
| 3      | Ostia Lido - J-Ax                                      | Davide De Marinis   | 56        | 14         | 12    | 11      | 9        | 10          |
| 2      | Skyfall - Adele                                        | Tiziana Rivale      | 51        | 8          | 11    | 10      | 12       | 10          |
| 5      | Hot Stuff - Donna Summer                               | Jessica Morlacchi   | 48        | 11         | 10    | 13      | 14       | -           |
| 7      | Dipende - Jarabedepalo                                 | David Pratelli      | 47        | 12         | 13    | 12      | 10       | -           |
| 12     | Sei tu - Syria                                         | Flora Canto         | 39        | 9          | 8     | 9       | 13       | -           |
| 9      | Maradona y Pelé - Tommaso Paradiso                     | Francesco Monte     | 35        | 10         | 9     | 8       | 8        | -           |
| 10     | Dimentico tutto - Emma                                 | Sara Facciolini     | 31        | 6          | 7     | 7       | 6        | 5           |
| 4      | Piccola e fragile - Drupi                              | Francesco Pannofino | 31        | 7          | 6     | 6       | 7        | 5           |
| 8      | Milord - Milva                                         | Eva Grimaldi        | 30        | 5          | 5     | 5       | 5        | 10          |

- Quarto giudice: Enrico Brignano
- Ospiti: Drupi

### Terza puntata
La terza puntata è andata in onda il 27 settembre 2019 ed è stata vinta da Francesco Monte che ha interpretato Ed Sheeran in Perfect.
| Ordine | Canzone e cantante imitato                      | Concorrente         | Punteggio | Panariello | Goggi | Salemme | Giusti | Concorrenti |
| ------ | ----------------------------------------------- | ------------------- | --------- | ---------- | ----- | ------- | ------ | ----------- |
| 3      | Perfect - Ed Sheeran                            | Francesco Monte     | 72        | 15         | 16    | 16      | 15     | 10          |
| 1      | Bamboleo e Volare - Gipsy Kings                 | Agostino Penna      | 62        | 13         | 13    | 12      | 14     | 10          |
| 2      | Tutt'al più - Patty Pravo                       | Tiziana Rivale      | 56        | 14         | 15    | 11      | 16     | -           |
| 12     | Il rock di Capitan Uncino - Edoardo Bennato     | Davide De Marinis   | 54        | 12         | 14    | 15      | 13     | -           |
| 6      | Gli ostacoli del cuore - Elisa                  | Lidia Schillaci     | 53        | 11         | 11    | 14      | 12     | 5           |
| 4      | Incancellabile - Laura Pausini                  | Jessica Morlacchi   | 50        | 6          | 12    | 10      | 7      | 15          |
| 10     | Senza fine - Ornella Vanoni e Gino Paoli        | Gigi e Ross         | 48        | 16         | 10    | 13      | 9      | -           |
| 9      | Che bambola! - Fred Buscaglione                 | Francesco Pannofino | 48        | 10         | 9     | 9       | 10     | 10          |
| 8      | Essere una donna - Anna Tatangelo               | Flora Canto         | 41        | 9          | 8     | 8       | 11     | 5           |
| 11     | Slave to the Rhythm - Grace Jones               | Eva Grimaldi        | 34        | 7          | 7     | 7       | 8      | 5           |
| 5      | On the Floor - Jennifer Lopez                   | Sara Facciolini     | 26        | 8          | 6     | 6       | 6      | -           |
| 7      | Chì chì chì cò cò cò e Che fico! - Pippo Franco | David Pratelli      | 20        | 5          | 5     | 5       | 5      | -           |

- Quarto giudice: Max Giusti
- Ospiti: Pippo Franco

### Quarta puntata
La quarta puntata è andata in onda il 4 ottobre 2019 ed è stata vinta ex aequo da Sara Facciolini, che ha interpretato Loredana Bertè in Dedicato, e Agostino Penna, che ha interpretato Lucio Dalla in Caruso. 
| Ordine | Canzone e cantante imitato                        | Concorrente         | Punteggio | Panariello | Goggi | Salemme | Rossi | Concorrenti |
| ------ | ------------------------------------------------- | ------------------- | --------- | ---------- | ----- | ------- | ----- | ----------- |
| 12     | Caruso - Lucio Dalla                              | Agostino Penna      | 68        | 16         | 15    | 16      | 16    | 5           |
| 2      | Dedicato - Loredana Bertè                         | Sara Facciolini     | 68        | 14         | 13    | 12      | 14    | 15          |
| 7      | Let's Stay Together - Tina Turner                 | Tiziana Rivale      | 66        | 15         | 16    | 15      | 15    | 5           |
| 9      | Stavo pensando a te - Tiziano Ferro e Fabri Fibra | Gigi e Ross         | 54        | 8          | 14    | 14      | 13    | 5           |
| 1      | Rolls Royce - Achille Lauro                       | Davide De Marinis   | 48        | 12         | 12    | 11      | 8     | 5           |
| 4      | All by Myself - Céline Dion                       | Jessica Morlacchi   | 47        | 9          | 9     | 13      | 11    | 5           |
| 3      | Canto (anche se sono stonato) - Christian De Sica | David Pratelli      | 45        | 13         | 11    | 9       | 12    | -           |
| 11     | You're the One That I Want - Olivia Newton John   | Flora Canto         | 44        | 10         | 7     | 10      | 7     | 10          |
| 10     | Via con me - Paolo Conte                          | Francesco Pannofino | 39        | 11         | 10    | 8       | 10    | -           |
| 8      | Overjoyed - Stevie Wonder                         | Lidia Schillaci     | 36        | 7          | 8     | 7       | 9     | 5           |
| 6      | Latin Lover - Cesare Cremonini                    | Francesco Monte     | 28        | 5          | 6     | 6       | 6     | 5           |
| 5      | Per Elisa - Alice                                 | Eva Grimaldi        | 21        | 6          | 5     | 5       | 5     | -           |

- Quarto giudice: Serena Rossi

### Quinta puntata
La quinta puntata è andata in onda l'11 ottobre 2019 ed è stata vinta da Davide De Marinis che ha interpretato Vasco Rossi in Senza parole.
| Ordine | Canzone e cantante imitato                                 | Concorrente         | Punteggio | Panariello | Goggi | Salemme | Cirilli | Concorrenti |
| ------ | ---------------------------------------------------------- | ------------------- | --------- | ---------- | ----- | ------- | ------- | ----------- |
| 12     | Senza parole - Vasco Rossi                                 | Davide De Marinis   | 67        | 12         | 13    | 16      | 16      | 10          |
| 8      | Vorrei che fosse amore - Mina                              | Jessica Morlacchi   | 65        | 14         | 14    | 14      | 13      | -           |
| 5      | I'll Never Love This Way Again - Dionne Warwick            | Agostino Penna      | 64        | 16         | 16    | 15      | 12      | 5           |
| 3      | Tu sei quello e Tipitipitì - Orietta Berti                 | Flora Canto         | 63        | 13         | 12    | 12      | 11      | 15          |
| 11     | Human - Rag'n'Bone Man                                     | Francesco Monte     | 58        | 15         | 15    | 13      | 15      | -           |
| 4      | Comunque andare - Alessandra Amoroso                       | Lidia Schillaci     | 48        | 11         | 10    | 10      | 7       | 10          |
| 10     | Destra-Sinistra - Giorgio Gaber                            | David Pratelli      | 45        | 10         | 7     | 8       | 10      | 10          |
| 7      | Ma Baker - Boney M.                                        | Eva Grimaldi        | 37        | 5          | 9     | 9       | 14      | -           |
| 1      | Insieme a te non ci sto più - Caterina Caselli             | Tiziana Rivale      | 37        | 7          | 11    | 11      | 8       | -           |
| 6      | Canzone intelligente e E la vita, la vita - Cochi e Renato | Gigi e Ross         | 32        | 9          | 6     | 6       | 6       | 5           |
| 2      | Everybody Needs Somebody to Love - The Blues Brothers      | Francesco Pannofino | 32        | 8          | 8     | 7       | 9       | -           |
| 9      | Strong Enough - Cher                                       | Sara Facciolini     | 26        | 6          | 5     | 5       | 5       | 5           |

- Quarto giudice: Gabriele Cirilli
- Guest giudice: Orietta Berti
- Nota: la classifica di questa puntata è formata anche da 10 punti extra dati da Orietta Berti a Jessica Morlacchi per la sua esibizione di Mina.

### Sesta puntata
La sesta puntata è andata in onda il 18 ottobre 2019 ed è stata vinta da Francesco Monte che ha interpretato Michael Bublé in Home. Questa puntata ha inoltre decretato Agostino Penna campione dell'edizione.
| Ordine | Canzone e cantante imitato                          | Concorrente         | Punteggio | Panariello | Goggi | Salemme | Concorrenti |
| ------ | --------------------------------------------------- | ------------------- | --------- | ---------- | ----- | ------- | ----------- |
| 6      | Home - Michael Bublé                                | Francesco Monte     | 55        | 16         | 14    | 15      | 10          |
| 12     | Mi manchi - Fausto Leali                            | Agostino Penna      | 49        | 14         | 16    | 14      | 5           |
| 7      | Casta Diva - Maria Callas                           | Lidia Schillaci     | 49        | 15         | 13    | 16      | 5           |
| 3      | Lady Marmalade - Christina Aguilera                 | Jessica Morlacchi   | 45        | 13         | 15    | 12      | 5           |
| 8      | Left Outside Alone - Anastacia                      | Tiziana Rivale      | 42        | 12         | 12    | 13      | 5           |
| 5      | Un'avventura - Lucio Battisti                       | Davide De Marinis   | 37        | 10         | 11    | 11      | 5           |
| 1      | L'emozione non ha voce - Adriano Celentano          | David Pratelli      | 34        | 11         | 10    | 8       | 5           |
| 10     | Mi va di cantare - Louis Armstrong                  | Francesco Pannofino | 33        | 9          | 9     | 10      | 5           |
| 9      | E tu come stai? - Claudio Baglioni e Gianni Morandi | Gigi e Ross         | 27        | 7          | 6     | 9       | 5           |
| 4      | La prima cosa bella - Malika Ayane                  | Sara Facciolini     | 24        | 5          | 8     | 6       | 5           |
| 2      | Quando nasce un amore - Anna Oxa                    | Flora Canto         | 23        | 8          | 5     | 5       | 5           |
| 11     | Tu vuò fà l'americano - Sophia Loren                | Eva Grimaldi        | 20        | 6          | 7     | 7       | -           |

## Cinque punti dei concorrenti
Ogni concorrente deve dare cinque punti ad uno degli altri concorrenti (oppure a sé stesso). Questi cinque punti, assegnati dopo i punteggi forniti dai membri della giuria (a differenza della quarta e dell'ultima puntata, dove sono stati forniti prima), contribuiscono a formare la classifica finale e il vincitore di puntata, che viene svelato al termine della stessa.
| Puntata | Canto       | De Marinis | Facciolini  | Gigi e Ross | Grimaldi  | Monte      | Morlacchi  | Pannofino  | Penna      | Pratelli   | Rivale     | Schillaci   |
| ------- | ----------- | ---------- | ----------- | ----------- | --------- | ---------- | ---------- | ---------- | ---------- | ---------- | ---------- | ----------- |
| 1       | De Marinis  | Morlacchi  | Rivale      | Canto       | Monte     | Grimaldi   | Penna      | Schillaci  | De Marinis | Rivale     | Schillaci  | Facciolini  |
| 2       | Gigi e Ross | Penna      | Penna       | Rivale      | Rivale    | Grimaldi   | De Marinis | De Marinis | Facciolini | Pannofino  | Grimaldi   | Gigi e Ross |
| 3       | Pannofino   | Canto      | Monte       | Schillaci   | Morlacchi | Morlacchi  | Monte      | Penna      | Morlacchi  | Grimaldi   | Penna      | Pannofino   |
| 4       | Gigi e Ross | Schillaci  | Morlacchi   | Canto       | Monte     | Facciolini | Facciolini | Canto      | Rivale     | Penna      | Facciolini | De Marinis  |
| 5       | Schillaci   | Penna      | Gigi e Ross | Facciolini  | Schillaci | Canto      | De Marinis | Pratelli   | Pratelli   | De Marinis | Canto      | Canto       |
| 6       | Gigi e Ross | Pratelli   | Canto       | Facciolini  | Monte     | Morlacchi  | Monte      | Penna      | Pannofino  | Schillaci  | Rivale     | De Marinis  |

## Classifiche

### Classifica generale
Anche quest'anno la classifica finale è stata determinata, oltre che dai punti guadagnati da ciascun concorrente nelle esibizioni di tutte le puntate, anche da altri 10 punti bonus, assegnati nell'ultima puntata da ogni giudice e dai coach a un concorrente a loro scelta, rispettivamente:
- Vincenzo Salemme: Agostino Penna
- Loretta Goggi: Francesco Monte
- Giorgio Panariello: Francesco Monte
- Coach: Francesco Monte

| Posizione | Concorrente         | Punti |
| --------- | ------------------- | ----- |
| 1         | Agostino Penna      | 373   |
| 2         | Francesco Monte     | 321   |
| 3         | Lidia Schillaci     | 302   |
| 4         | Jessica Morlacchi   | 301   |
| 4         | Davide De Marinis   | 301   |
| 6         | Tiziana Rivale      | 292   |
| 7         | Gigi e Ross         | 267   |
| 8         | Flora Canto         | 239   |
| 9         | David Pratelli      | 222   |
| 10        | Francesco Pannofino | 203   |
| 11        | Sara Facciolini     | 197   |
| 12        | Eva Grimaldi        | 164   |

- Agostino Penna vince la nona edizione di Tale e quale show.
- Francesco Monte è il secondo classificato.
- Lidia Schillaci è la terza classificata.

### Classifica categoria Uomini
| Posizione | Concorrente         | Punti |
| --------- | ------------------- | ----- |
| 1         | Agostino Penna      | 373   |
| 2         | Francesco Monte     | 321   |
| 3         | Davide De Marinis   | 301   |
| 4         | Gigi e Ross         | 267   |
| 5         | David Pratelli      | 222   |
| 6         | Francesco Pannofino | 203   |

- Agostino Penna è il primo classificato della categoria Uomini.
- Agostino Penna, Francesco Monte e Davide De Marinis si qualificano all'ottava edizione del torneo.
- Gigi e Ross, David Pratelli e Francesco Pannofino sono eliminati.

### Classifica categoria Donne
| Posizione | Concorrente       | Punti |
| --------- | ----------------- | ----- |
| 1         | Lidia Schillaci   | 302   |
| 2         | Jessica Morlacchi | 301   |
| 3         | Tiziana Rivale    | 292   |
| 4         | Flora Canto       | 239   |
| 5         | Sara Facciolini   | 197   |
| 6         | Eva Grimaldi      | 164   |

- Lidia Schillaci è la prima classificata della categoria Donne.
- Lidia Schillaci, Jessica Morlacchi e Tiziana Rivale si qualificano all'ottava edizione del torneo.
- Flora Canto, Sara Facciolini ed Eva Grimaldi sono eliminate.

## Tale e quale pop
Come nelle precedenti edizioni, in ogni puntata vi è uno spazio in cui vengono trasmessi video amatoriali inviati da telespettatori che si cimentano nell'imitazione canora di un personaggio del panorama musicale italiano o internazionale. I protagonisti dei migliori 12 video sono stati invitati negli studi di Tale e quale show per essere sottoposti ad una trasformazione completa nel personaggio imitato ed esibirsi dal vivo durante la prima edizione di Tali e quali, andata in onda venerdì 22 novembre.

## Ascolti
| Puntata | Messa in onda     | Telespettatori | Share  |
| ------- | ----------------- | -------------- | ------ |
| 1       | 13 settembre 2019 | 3 844 000      | 21,46% |
| 2       | 20 settembre 2019 | 3 762 000      | 20,05% |
| 3       | 27 settembre 2019 | 3 755 000      | 19,22% |
| 4       | 4 ottobre 2019    | 3 547 000      | 18,16% |
| 5       | 11 ottobre 2019   | 4 030 000      | 19,69% |
| 6       | 18 ottobre 2019   | 3 903 000      | 19,54% |
| Media   | Media             | 3 807 000      | 19,69% |

- Nota 1: La puntata del 4 ottobre 2019 risulta essere la meno vista di sempre in termini di share.
- Nota 2: La finale di quest'edizione risulta essere la meno vista della storia del programma, sia in termini di telespettatori che di share.